# Nothin' but funky
「Nothin' but funky」（ナッシン バット ファンキー）は、A.B.C-Zの楽曲。10作目のシングルとして、2021年4月14日にポニーキャニオンから発売。

## 概要
表題曲は、GLAYのTAKUROが初めてA.B.C-Zの作曲を手掛けており、1970年代をイメージさせるキャッチ―なナンバー。また、アレンジを担当したのはCHOKKAKUで、A.B.C-Zとは初タッグとなる。
初回限定盤A・B、通常盤の3種類での発売となり、それぞれ収録曲・ジャケット写真ともに異なる。初回限定盤Aには「新しい太陽」が、初回限定盤BにはKOMUが作詞した「Life is Beautiful」が、それぞれのオリジナル・カラオケと共に収録されている。通常盤には、カップリング曲「灯」「チカラノアリカ」が収録されている。
初回限定盤A・BにはDVDも付属しており、初回限定盤Aにには表題曲のMusic Clip & Making & Dance Clipに加えてJacket Shootingが、初回限定盤Bにはバラエティ企画である「所信表明演説〜デビュー10周年へ向けて〜」が収録されている。

## 予約購入先着特典
- 初回限定盤A - クリアファイル（A4サイズ）[2]
- 初回限定盤B - クリアポスター（A4サイズ）[2]
- 通常盤 - ステッカー [2]

## 収録曲

### CD

#### 通常盤
1. Nothin' but funky
作詞：Jane Doe、作曲：TAKURO、編曲：CHOKKAKU
  - 岩手めんこいテレビ『サタデーファンキーズ』番組テーマソング[5]
2. 灯（読み：あかり）[6]
作詞：タナカヒロキ（LEGO BIG MORL）、作曲：カナタタケヒロ（LEGO BIG MORL）・ヤマモトシンタロウ（LEGO BIG MORL）、編曲：CHOKKAKU
  - A.B.C-Z主演 メ〜テレドラマ『ワンモア』主題歌[6]
3. チカラノアリカ
作詞・作曲：西寺郷太、編曲：船山基紀
  - A.B.C-Z主演舞台『オレたち応援屋!! on stage』テーマ曲[2]

#### 初回限定盤A
1. Nothin' but funky
2. 新しい太陽
作詞：コージロー（ソウルズ）、作曲：ソウルズ、編曲：生田真心
3. 新しい太陽 -Inst.-

#### 初回限定盤B
1. Nothin' but funky
2. Life is Beautiful
作詞：KOMU、作曲：KOMU・YU、編曲：YU
3. Life is Beautiful -Inst.-

### DVD

#### 初回限定盤A
1. 「Nothin' but funky」Music Clip
2. Making of「Nothin' but funky」Music Clip & Jacket Shooting
3. 「Nothin' but funky」Dance Clip

#### 初回限定盤B
1. 所信表明演説 〜デビュー10周年へ向けて〜